# アナーキストクックブック
『アナーキスト クックブック』（The anarchist cookbook）は、ウィリアム・パウエルによる書籍。1971年にベトナム戦争時代のアメリカ合衆国へ抗議する目的で出版された。本書は爆発物、薬物の調理法や様々な情報伝達ハッキング機器などの製作方法について書かれてある。

## 概要
クックブックとあるが、食物に関する調理法が載っているわけではなく、また無政府主義者の活動にもまったく関与していない。
Amazon.comのレビューにて、著者は今となっては本作品の「暴力は政治的変化をもたらすために至っては許される手法である」という理念と異にして、出版を中止するように要求している。しかしながら本作品の著作権は出版社に帰属しており、パウエル本人は出版に関して実権を持しておらず、印税も享受していない。

## 主な内容
通貨の偽造（1. Counterfeiting Money）、クレジットカード詐欺（2. Credit Card Fraud）、プラスチック爆弾の作り方（3. Making Plastic Explosives）、道路警察のレーダーかく乱（17. Highway police radar jamming）、キーを使わずに自動車のエンジンをかける（20. Hot-wiring cars）、化学的同等製剤リスト（31. Chemical Equivalency List）、殺人の方法（40. How to Kill Someone）、マリファナの栽培方法（72. How to Grow Marijuana ）、送料をタダに（83. Free Postage）等、全219項目に及ぶ。